# سورن کراگ-یاکوبسن
سورن کراگ-یاکوبسن (دانمارکی: Søren Kragh-Jacobsen؛ زادهٔ ۲ مارس ۱۹۴۷) کارگردان فیلم اهل دانمارک است. او از فیلم‌سازان جنبش دگما ۹۵ به‌شمار می‌رود و مهمترین اثرش واپسین سرود میفونه نام دارد.